# 頭痛薬
頭痛薬（ずつうやく）とは、頭痛の症状を緩和する医薬品のこと。
ただし、頭痛薬を過度に頻繁に服用すると、薬物乱用頭痛を引き起こすことが指摘されている。

## 主な市販薬

### 日本
以下に、日本国内で市販されている頭痛薬を挙げた（あいうえお順）。なお、同じブランドでも、製品によっては配合されている成分が異なるので注意が必要である。
- イブ【指定第2類医薬品】
  - イブプロフェン（スイッチOTC*）
- イブA錠【指定第2類医薬品】
  - イブプロフェン（スイッチOTC*）+アリルイソピルアセチル尿素+無水カフェイン
- ケロリン【指定第2類医薬品】
  - アセチルサリチル酸+無水カフェイン+ケイヒ末
- サリドンA【指定第2類医薬品】
  - イソプロピルアンチピリン+エテンザミド+カフェイン水和物
- サリドンWi【指定第2類医薬品】
  - イソプロピルアンチピリン+イブプロフェン（スイッチOTC*）+無水カフェイン
- 新セデス錠【指定第2類医薬品】
  - エテンザミド+アセトアミノフェン+アリルイソプロピルアセチル尿素+無水カフェイン
- セデス・ハイ【指定第2類医薬品】
  - イソプロピルアンチピリン+アセトアミノフェン+アリルイソプロピルアセチル尿素+無水カフェイン
- タイレノールA【第2類医薬品】
  - アセトアミノフェン
- ナロンエース【指定第2類医薬品】
  - イブプロフェン（スイッチOTC*）+エテンザミド+プロモバレリル尿素+無水カフェイン
- ノーシン【指定第2類医薬品】
  - アセトアミノフェン+エテンザミド+カフェイン水和物
- ハッキリエースa【指定第2類医薬品】
  - アセトアミノフェン+エテンザミド+カフェイン水和物+シャクヤクエキス
- バファリンA【指定第2類医薬品】
  - アセチルサリチル酸（アスピリン）
- バファリンプラスS【指定第2類医薬品】
  - アセチルサリチル酸+アセトアミノフェン+無水カフェイン+アリルイソプロピルアセチル尿素
- バファリン ルナi【指定第2類医薬品】
  - イブプロフェン（スイッチOTC*）+アセトアミノフェン+無水カフェイン+乾燥水酸化アルミニウムゲル
- ヘデクカプセル【指定第2類医薬品】
  - アセチルサリチル酸+アセトアミノフェン+無水カフェイン+プロモバレリル尿素
- ヘデクパウダー【指定第2類医薬品】
  - アセチルサリチル酸+アセトアミノフェン+無水カフェイン+プロモバレリル尿素
- ロキソニンS【第1類医薬品】
  - ロキソプロフェンナトリウム水和物（スイッチOTC*）

### アメリカ
以下はアメリカ合衆国での代表的な頭痛薬。
- アドビル（Advil）
  - イブプロフェン
- タイレノール（Tylenol）
  - アセトアミノフェン

### 漢方薬
- 葛根湯 - 頭の血行の改善[2]
- 桂枝茯苓丸 - 全身の血行の改善[2]
- 半夏白朮天麻湯 - 頭痛（その他に吐き気など）の症状改善にも用いられる[2]。

## ACE処方
アセトアミノフェン（Acetaminophen）、カフェイン（Caffeine）、エテンザミド（Ethenzamide）を配合した、頭痛薬や総合感冒薬。

## 薬物乱用頭痛
薬物乱用頭痛とは、国際頭痛学会による『国際頭痛分類第2版』（ICHD-II:International Classification of Headache Disorders）によれば、乱用を週に2日以上の使用と定義し、1か月に10日以上使用したが、3か月以上続いている場合に、薬物によって起きている頭痛である。頭痛薬も原因となりうる。